# Pedro Fontana García
Pedro Fontana García (Barcelona, 1952) és un empresari català. Ha ocupat càrrecs destacats en diverses empreses del sector financer, entre les quals destaquen Banca Catalana i el BBVA.

## Trajectòria professional
Va estudiar economia a ESADE i el 1979 va cursar un MBA a Harvard. Es va iniciar en el sector bancari al Banco de Bilbao el 1976 com a assessor financer, gràcies a una recomanació de Juan Antonio Ruiz de Alda Azarola. Posteriorment treballà al Banco de Comercio. Posteriorment fou nomenat director general de la Banca Mas Sardá. Més endavant va canviar de sector i durant uns anys fou conseller delegat de la cadena hotelera NH. Pasqual Maragall el va fitxar a que es fes càrrec de la direcció general d'operacions i serveis del COOB, l'organisme que va organitzar els Jocs Olímpics d'Estiu de Barcelona el 1992. El 1994 tornaria al sector financer per esdevenir president de Banca Catalana, càrrec que ocuparia de 1994 a 1999.
Entre 1996 i 1999 fou President del Cercle d'Economia. L'any 2000, quan Banca Catalana fou absorbida pel BBV, l'entitat tenia 377 oficines, 634.000 clients i un actiu de 1,2 bilions de pessetes. Llavors Fontana fou nomenat director general de Catalunya per a Banco Bilbao Vizcaya, càrrec que ocuparia fins a principis del 2009.
Després del BBVA, el 2010 va ingressar a Áreas, l'empresa d'àrees de servei d'autopistes i aeroports, on ja era conseller des de 1998 i vicepresident des de 2001. El 2012 va ser nomenat President executiu de l'empresa. És amic del fundador de la mateixa, Emilio Cuatrecasas. També ha sigut conseller de l'empresa farmacèutica Indukern, i del Grupo Zeta, i ha sigut president Consell de la Zona Mediterrània d'APD I membre del Consell Assessor de Encofrats Alsina, director general de Turisme de Barcelona, i president del fons d'inversió Tyrus Capital.
Des de 2015 és membre del comitè executiu d'Elior Group i director general d'Elior Concessions, branca que l'empresa que en el moment de la seva contractació tenia 20.923 empleats i 2.300 establiments en aeroports, autopistes i estacions de tren a Europa i Amèrica i que el 2014 va tenir una facturació de 1.567 milions d'euros.

## Trajectòria civil
Des de 1994 també va formar part del ple de Fira de Barcelona, primer com a representant de Banca Catalana i posteriorment com a membre del consell d'administració en representació del BBV i de la Cambra de Comerç, reemplaçant a Miquel Valls.
El 1984 va accedir a la junta del Cercle d'Economia. Quan el 1996 Josep Piqué fou nomenat Ministre d'Indústria, el 10 de juliol del mateix any Fontana va esdevenir-ne el president. Abandonaria el càrrec el 1999, cedint-lo a Salvador Gabarró. Aquell mateix any fou nomenat president del Consell Social de la Universitat de Barcelona. Entre 2009 i 2013 va presidir la Fundació ESADE. Està casat amb Beatriz Ferrer-Salat. Té quatre fills.